# Aéroport de Boma
L'Aéroport de Boma (IATA : BOA, ICAO : FZAJ) est un aéroport servant la ville portuaire de Boma, sur le fleuve Congo, dans la province du Bas-Congo, en République démocratique du Congo. La piste se trouve dans la partie sud-est de la ville, juste au nord du fleuve (Sources: GCM - Google Maps.
Le radiophare non directionnel de Boma (Ident : BOM) est situé sur le terrain.

## Situation en RDC
| Bandundu Basango Mboliasa Bunia Gbadolite Gemena Goma Ilebo Kalemie Kananga Kikwit Kindu Kinshasa-Ndjili Kinshasa-N'Dolo Kisangani Kolwezi Lodja Lubumbashi Matari Matadi Mbandaka Mbuji Mayi Nioki Tshikapa Tshumbe |